# 패트릭 로버츠
패트릭 존 조지프 로버츠(Patrick John Joseph Roberts, 1997년 2월 5일, 킹스턴어펀템스 ~ )는 잉글랜드의 축구 선수로, 현재 잉글랜드 EFL 리그 원의 선덜랜드 소속이다.